# Escala diatònica

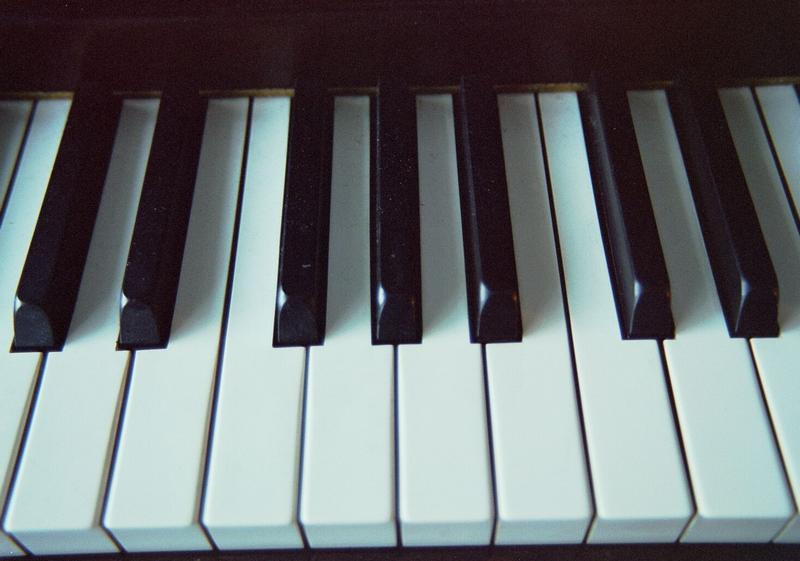
Teclat modern basat en l'escala diatònica.

Una escala diatònica (de la paraula grega diatonikos) és una escala musical de 7 notes, separades per 5 tons i 2 semitons. Segons les maneres com s'ordenen aquests intervals s'obtenen diversos tipus d'escales, bàsicament l'escala major i l'escala menor. Dins del solfeig, les 7 síl·labes que representen cada grau de l'escala són "Do - Re - Mi - Fa - Sol - La - Si".
Les escales diatòniques són l'estructura fonamental de la tradició musical europea. Tot i això són fruit de l'evolució dels coneixements d'acústica de l'escola pitagòrica. Els seus membres van construir un aparell, anomenat Monocordi, format per una corda la llargària de la qual era modificable per a poder produir sons diferents. Van descobrir que a partir d'una freqüència {\displaystyle f} es podien definir els següents valors:
- Octava: Quan una corda era la meitat d'una altra, el so es repetia, però molt més agut.
- Quinta: Si la corda era {\displaystyle 2/3} de la inicial, el so era {\displaystyle 3/2} el de l'original. El salt es correspon a 5 tecles blanques del piano.
- Quarta: Quan la corda era {\displaystyle 3/4} de l'original, la freqüència resultant era de la proporció de {\displaystyle 4/3}.

Aquestes proporcions van ser descobertes per Pitàgores qui estava influenciat pels seus coneixements de les mitjanes aritmètica, geomètrica i harmònica i el misticisme dels nombres naturals, especialment els quatre primers (tetrakis). Va experimentar amb cordes de longituds ½, 2/3 (mitjana harmònica de ½ i 1) i ¾ (mitjana aritmètica de ½ i 1) i va descobrir que produïen sons agradables, i va construir una escala basada en aquestes proporcions. Als intervals esmentats els va denominar diapasó, diapente i diatessaron.